# Szuwajrin
Szuwajrin (arab. شويرين) – wieś w Syrii, w muhafazie Aleppo. W 2004 roku liczyła 695 mieszkańców.